# Біопластик

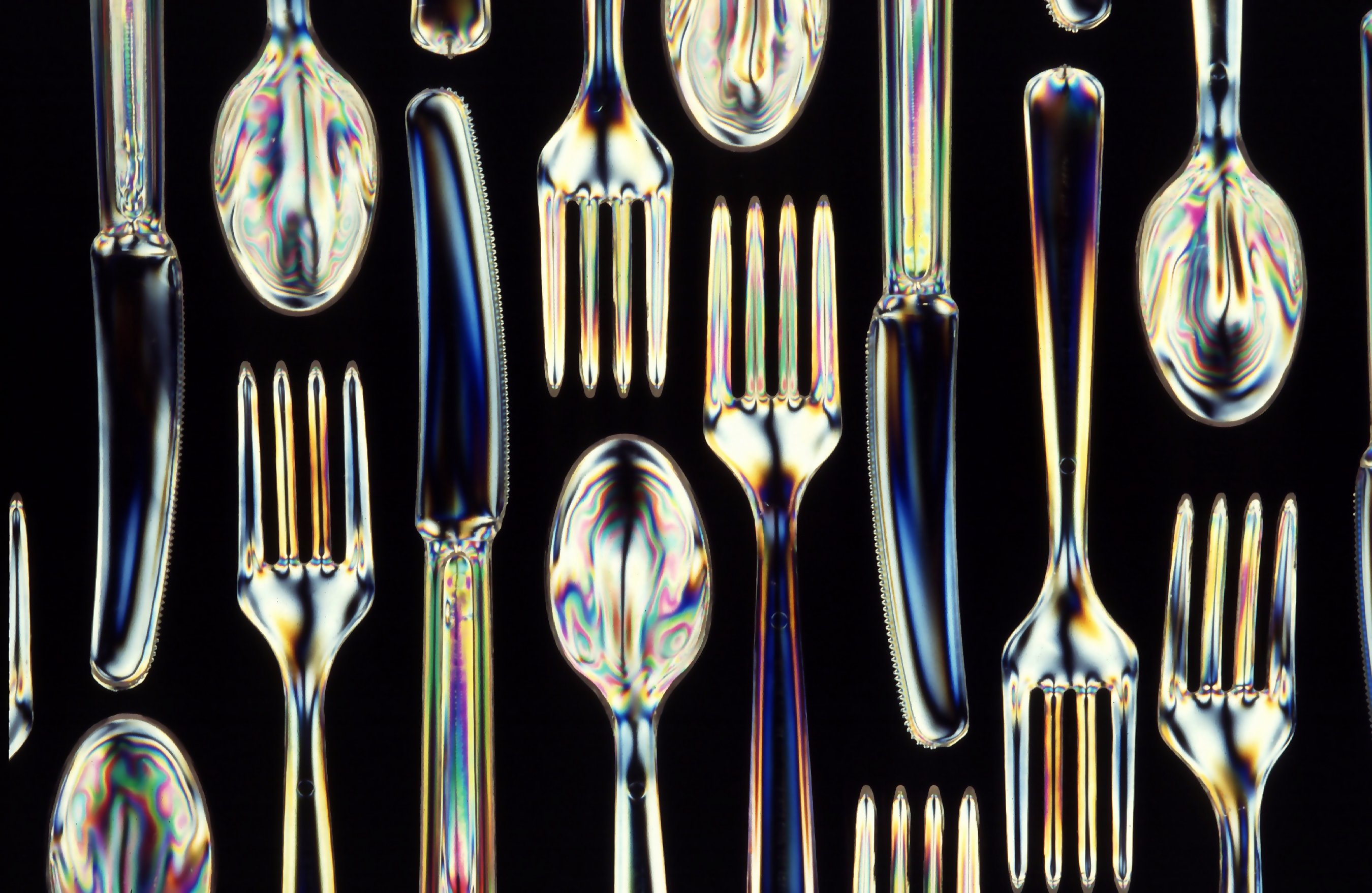
Біорозкладаний пластиковий кухонний посуд

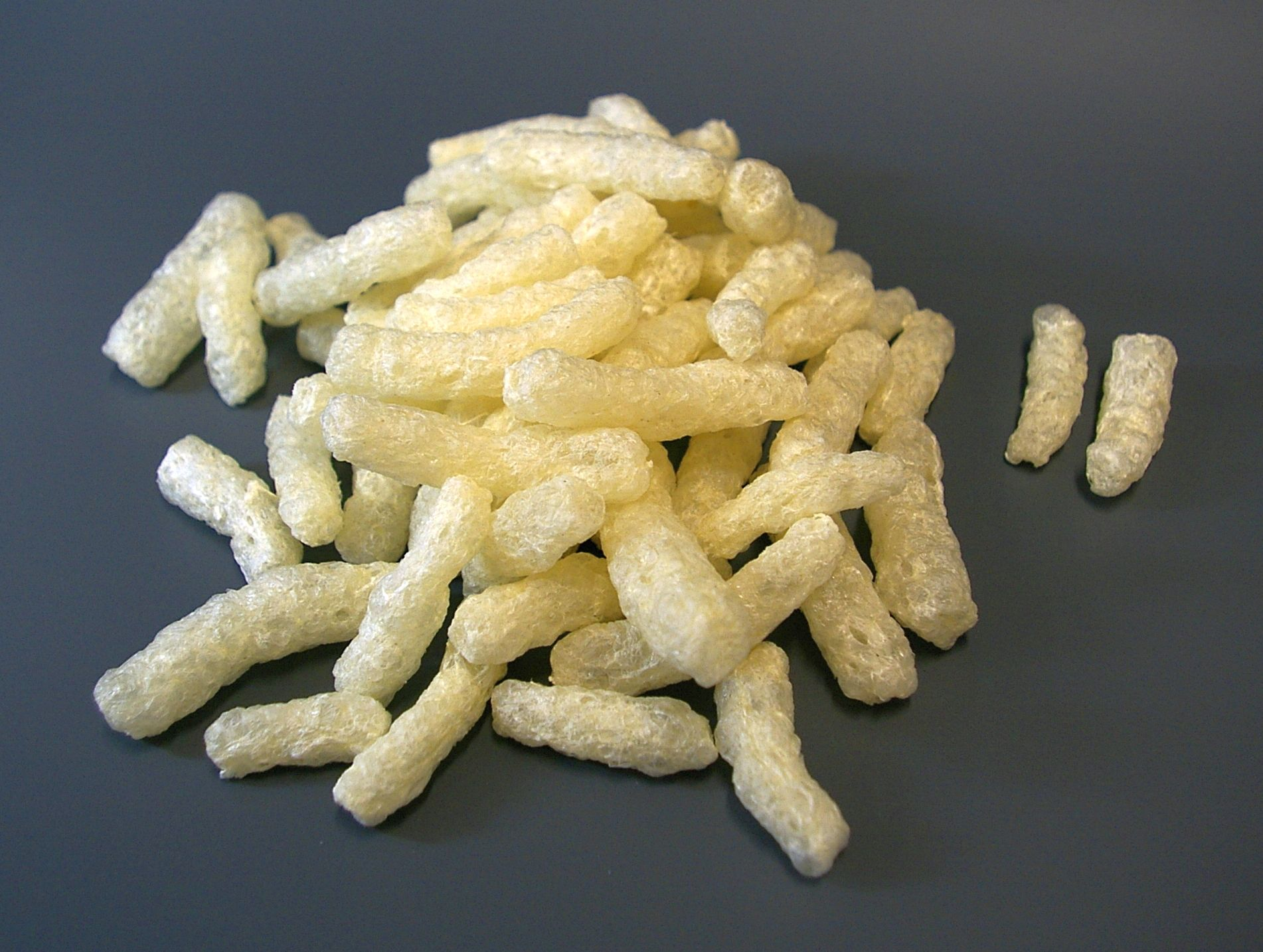
Елементи упаковки із піни, зробленої із біопластику (термостатичний крохмаль)

Біопла́стик — це пластик, отриманий із відновлювальних біомас, таких як рослинні жири й олії, кукурудзяний крохмаль, або мікроорганізмів. Біопластик може вироблятися із відходів сільського господарства, а також із використаних пляшок і інших упаковок із використанням мікроорганізмів. Звичайні пластики, такі як пластики із горючих корисних копалин (що також називаються полімерами основаними на нафті), отримуються із нафти або природного газу. Виробництво такого пластику потребує більше горючих речовин і продукує більше парникового газу, ніж при виробництві біополімерів (біопластику). Деякі, але не всі, біопластики зроблені такими, що розкладаються. Біорозкладані біопластики можуть руйнуватися як в анаеробних, так і в аеробних середовищах, в залежності від того, як вони вироблялися. Біопластик може складатися з крохмалю, целюлози, біополімерів та ряду інших матеріалів.

## Історія
- 1862 — на Великій лондонській виставці Олександр Паркс демонструє Parkenisine, перший пластик. Parkenisine виробляється з нітроцелюлози.
- 1897 — створення галаліту — це молочний біопласт, створений німецькими хіміками в 1897 році. Галаліт в основному зустрічається в ґудзиках.
- 1907 — Лео Бакеланд винайшов бакеліт, який за свою непровідність і термостійкість одержав Національну історичну хімічну пам'ятку. Він використовується в корпусах радіо і телефонів, кухонному посуді, вогнепальній зброї та багатьох інших виробах.
- 1912 — Бранденбергер винаходить целофан з дерева, бавовни або конопляної целюлози.
- 1920 — Уоллес Каротерс знаходить полілактичну кислоту (PLA). PLA неймовірно дорога у виробництві і не вироблялась в масовому порядку до 1989 року.
- 1926 — Моріс Лемуан винаходить полігідроксібутірат (PHB), який є першим біопластиком, виготовленим з бактерій.
- 1930 — перший біопластиковий автомобіль був зроблений з соєвих бобів Генрі Фордом.
- 1940 — 1945 — під час Другої світової війни спостерігається зростання виробництва пластика, так як він використовується в багатьох матеріалах військового часу. Завдяки державному фінансуванню і нагляду, виробництво пластмас (в цілому, а не тільки біопластмаси) в США потроїлося за 1940 — 1945 роки.
- 1950 — виведений аміломаіз і розпочато дослідження комерційного застосування біопластика. Спостерігається спад у розвитку біопластика, пов'язаний з низькими цінами на нафту, однак розробка синтетичних пластмас триває.
- 1970 — екологічний рух прискорив розвиток біопластика.
- 1983 — створено перше підприємство з виробництва біопластика — Marlborough Biopolymers, яке використовує біопластик на основі бактерій — біопал.
- 1989 — подальший розвиток PLA здійснюється доктором Патріком Р. Грубером, коли він дізнається, як створити PLA з кукурудзи. Створюється провідна компанія з виробництва біопластику Novamount.
- 1992 — у журналі Science повідомляється, що PHB може вироблятися рослиною Arabidopsis thaliana.
- 2001 — Нік Такер використовує слонову траву як біопластмасову основу для виготовлення пластикових деталей автомобілів.
- 2007 — компанія Metabolix тестує на ринку свій перший 100% біорозкладаний пластик під назвою Mirel, виготовлений з ферментації кукурудзяного цукру і генно-інженерних бактерій.
- 2012 — біопластик вироблено з морських водоростей, які довели свою екологічність, на основі досліджень, опублікованих в журналі фармацевтичних досліджень.
- 2014 — встановлено, що біопластмаса може бути виготовлена з суміші рослинних відходів.
- 2016 — експеримент показав, що бампер автомобіля, який проходить регуляцію, може бути виготовлений з біопластичних біоматеріалів на основі нано-целюлози з використанням бананової шкірки.
- 2019 — п'ять різних типів хітинових наноматеріалів були витягнуті і синтезовані Корейським науково-дослідним інститутом хімічних технологій для перевірки антибактеріального ефекту.
- 2020 — розроблений метод «спрямованого деформуючого складання», який використовує природні сировинні матеріали, такі як нановолокна целюлози та мікропластинки слюди, для створення високоефективних конструкційних матеріалів із якісними механічними та термічними властивостями.[2]
- 2023 — дослідники створили E. coli, щоб перетворювати цукор із рослин на сировину для біовідновлюваного пластику, а також покращили ефективність виробництва біопластику методом порційного бродіння, та властивості кінцевого продукту.[3]

## Перспективні технології

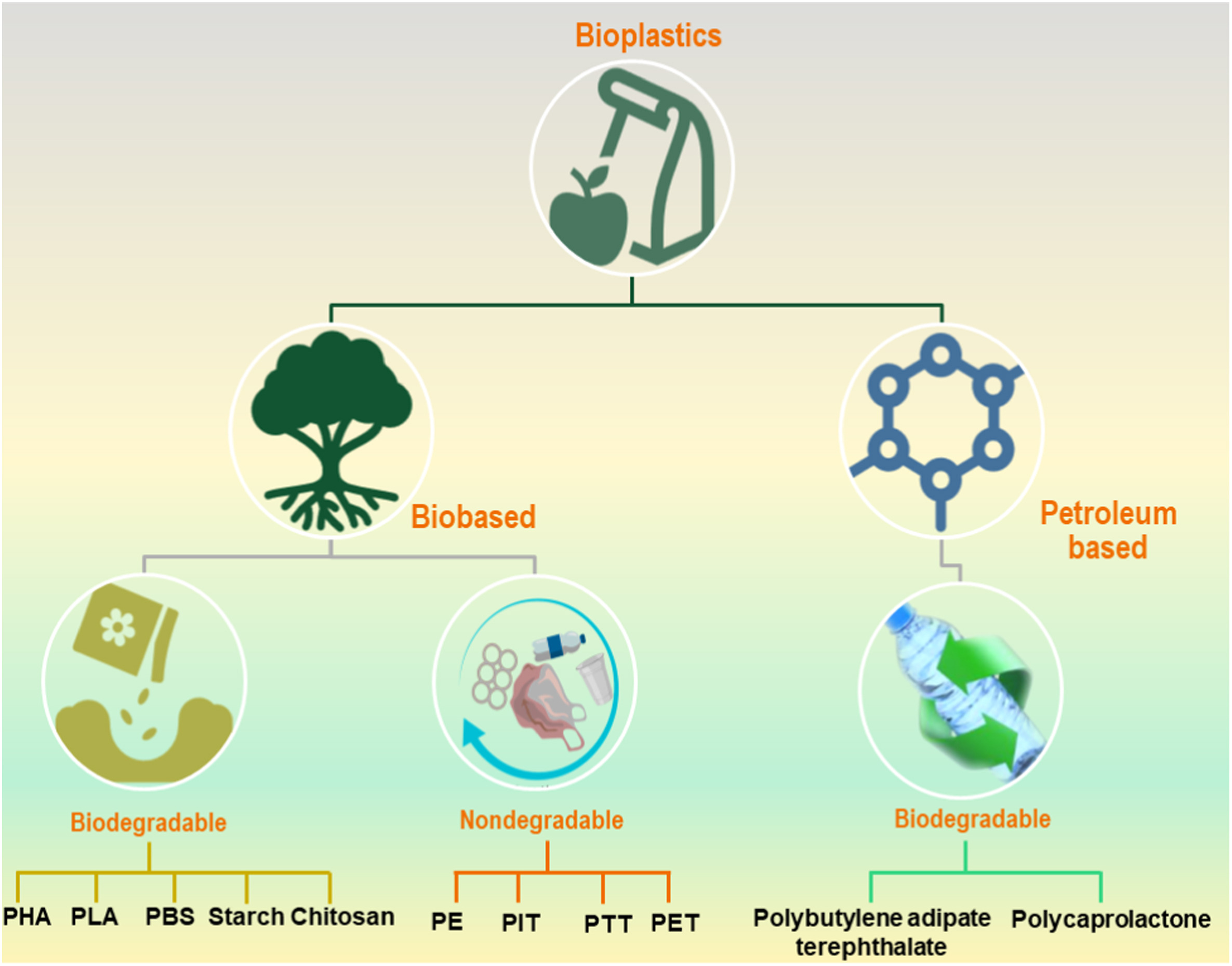
Класифікація біопластику.

- Класифікація біопластику.[4]PHA (полігідроксіалканоати): Полігідроксиалканоати — це сімейство біопластиків, які біологічно розкладаються та виробляються шляхом бактеріальної ферментації відновлюваної сировини. Вони мають широкий спектр застосування, включаючи упаковку, одноразові столові прилади, сільськогосподарські плівки та вироби біомедичної інженерії[5][6][7] для застосування в медицині.[8][9][10][11]
- PLA (полімолочна кислота чи полілактид): Полілактид є одним із найбільш часто використовуваних біопластиків. Його отримують з рослинних джерел, таких як кукурудзяний крохмаль або цукрова тростина. PLA піддається біологічному розкладанню та використовується в упаковці, харчових контейнерах, текстилі та 3D-друці, та в біомедицині й біомедичній інженерії.[12][13][14][15][16]
- PBS (полібутиленсукцинат): Полібутиленсукцинат — це термопластичний і біорозкладний поліестер, що характеризується високою жорсткістю завдяки високій кристалічності, виготовлений із відновлюваної сировини, як-от цукру або рослинних олій. Він використовується в різних сферах застосування, включаючи пакувальні плівки, сільськогосподарські плівки для мульчі, одноразові столові прибори тощо.[17][18][19][20]
- Біо-ПЕТ (поліетилентерефталат на біологічній основі): Біо-ПЕТ є версією традиційного ПЕТ (поліетилентерефталат) на біологічній основі, який зазвичай використовується в пляшках і контейнерах. Біо-ПЕТ можливо отримувати з рослинних джерел, таких як цукрова тростина, що зменшує вуглецевий слід.[21][22][23]
- Суміші PHA/PLA: змішування різних біопластиків, таких як PHA та PLA, може призвести до покращення властивостей матеріалів, що робить їх придатними для ширшого спектру застосувань, зберігаючи здатність до біологічного розкладання та зменшуючи залежність від пластмас на основі копалин.[24][25][12]
- Поліаміди на біологічній основі (PA): Поліаміди на біологічній основі отримують з відновлюваної сировини, наприклад рицинової олії, і застосовуються в автомобільних деталях, текстилі та електричних компонентах.[26][27][28][29]
- Поліуретани на біологічній основі (PU): Поліуретани на біологічній основі можна виготовляти з рослинних олій[30], біомаси або CO2, і вони знаходять застосування у пінах, клеях і покриттях[31], а також в біомедицині[32].[33][34][35] Застосування поліуретанових покриттів на біологічній основі призвело до меншого часу висихання та вищої твердості з однаковим блиском, хімічною стійкістю та механічною стійкістю.[36]
- Інженерія біопластику: тривають дослідження для розробки біопластику з покращеними механічними, термічними та бар’єрними властивостями, щоб конкурувати з традиційними пластмасами на основі нафти у вимогливих сферах застосування.[37][38]
- Біопластик, отриманий із відходів: технології, які перетворюють відходи, такі як харчові відходи[39] або залишки сільського господарства[40][41][42], на біопластик пропонують подвійну вигоду для циркулярної економіки[43] від управління відходами та виробництва біопластику.[44][45][46][47][48] Виробництво біопластику може поєднуватись з виробництвом біопалива, такого як біоводень та біобутанол, для збільшення економічної ефективності.[49]
- Біопластик із водоростей: біопластик на основі водоростей досліджується через його високу швидкість росту, низьку потребу в ресурсах і потенціал для зменшення викидів вуглекислого газу під час виробництва.[50][51][52][53][54][55][56] Також досліджується біорозкладання звичайного пластику водоростями.[51][57]
- Біорозкладні нанокомпозити: інтеграція наночастинок, отриманих із природних джерел, у біопластик може призвести до біорозкладних нанокомпозитів із покращеною міцністю, гнучкістю та бар’єрними властивостями, і можуть бути застосовані в біомедицині[58], зокрема в тканинній інженерії[59], в електроніці[60] та інших сферах.[61][62][63]
- Антипірени на біологічній основі: розробка антипіренів на біологічній основі для біопластику може вирішити проблеми протипожежної безпеки без використання шкідливих хімікатів.[64][65][66][67][68]

## Додаткова література

### Книги
- Серія книг Biobased Polymers (Springer Nature, 2016-2023+)
- Inamuddin Altalhi Tariq, ред. (23 січня 2023). Handbook of Bioplastics and Biocomposites Engineering Applications (англ.) (вид. 1). Wiley. ISBN 978-1-119-16013-7.
- Kumar Santosh; Mukherjee Avik; Dutta Joydeep (2022). Biopolymer-based food packaging: innovations and technology applications. Hoboken, NJ. ISBN 978-1-119-70231-3.
- Neha Kanwar Rawat, Tatiana G. Volova, A. K. Haghi (2022). Applied Biopolymer Technology and Bioplastics: Sustainable Development by Green Engineering Materials. Apple Academic Press. с. 292. ISBN 9781774637746.
- Kuddus Mohammed Roohi, ред. (2021). Bioplastics for sustainable development. Singapore: Springer. ISBN 978-981-16-1822-2.

### Журнали
- Polymer-Plastics Technology and Materials
- Journal of Polymers and the Environment
- Polymers from Renewable Resources

### Статті
- Demarteau Jeremy; Cousineau Benjamin; Wang Zilong та ін. (27 липня 2023). Biorenewable and circular polydiketoenamine plastics. Nature Sustainability (англ.). с. 1–10. doi:10.1038/s41893-023-01160-2.
- Rosenboom JG., Langer R. & Traverso G. (2022) Bioplastics for a circular economy. (відкритий доступ) Nature Reviews Materials 7, 117–137. doi:10.1038/s41578-021-00407-8.
- Nanda, Sonil; Patra, Biswa R.; Patel, Ravi; Bakos, Jamie; Dalai, Ajay K. (2022). Innovations in applications and prospects of bioplastics and biopolymers: a review. Environmental Chemistry Letters (англ.) 20 (1). с. 379–395. doi:10.1007/s10311-021-01334-4.
- Yurchenko Angelina; Golub Nataliia; Zhu Ying (8 жовтня 2019). Лігнін як основа для отримання біопластику. Innovative Biosystems and Bioengineering (укр.) 3 (3). doi:10.20535/ibb.2019.3.3.173421.